# Чеславиці (Нижньосілезьке воєводство)
Чеславиці (пол. Czesławice, нім. Czeslawitz) — село в Польщі, у гміні Цепловоди Зомбковицького повіту Нижньосілезького воєводства.
Населення — 58 осіб (2011).
У 1975-1998 роках село належало до Валбжиського воєводства.

## Демографія
Демографічна структура станом на 31 березня 2011 року:
|          | Загалом | Допрацездатний вік | Працездатний вік | Постпрацездатний вік |
| -------- | ------- | ------------------ | ---------------- | -------------------- |
| Чоловіки | 26      | 1                  | 24               | 1                    |
| Жінки    | 32      | 8                  | 18               | 6                    |
| Разом    | 58      | 9                  | 42               | 7                    |